# NGC 4838
NGC 4838 (другие обозначения — MCG -2-33-74, IRAS12552-1247, PGC 44383) — спиральная галактика с перемычкой (SBb) в созвездии Дева.
Галактика имеет однокомпонентный балдж и псевдобар.
Этот объект входит в число перечисленных в оригинальной редакции «Нового общего каталога».